# Palazzo Zacco di Santa Sofia
Il palazzo Zacco di Santa Sofia è un edificio di origine medievale di Padova, che si affaccia su contrà Santa Sofia, ora via Altinate, e prosegue per contrà San Biagio, ora via Rinaldo Rinaldi.
Gli Zacco, negli anni del fiorire del comune cittadino avevano costruito nei pressi dell'attuale piazzetta Colonna una casa con torre, fatta poi demolire da Ezzelino III da Romano. Nel corso del Quattrocento la famiglia Zacco si divise in due rami, quello di Santa Sofia e quello del Prato della Valle. In Prato della Valle Marco Zacco fece costruire il grande palazzo Zacco sul progetto del Moroni, mentre il palazzo in Santa Sofia parerebbe essere frutto di una commessa di Licanoro di Bartolomeo Zacco.
Confinante con il palazzo Capodivacca verso San Biagio e con il palazzo dei Polcastro verso Santa Sofia, poggia su preesistenze. Privo di decorazioni eminenti, sebbene originariamente fosse probabilmente decorato a fresco, è una delle espressioni della prima maniera a Padova. Sotto il portico si apre il portale d'accesso, da poco ridotto a bottega (disperdendo gli originali battenti lignei) che sulla cornice mostra lo stemma della famiglia che fu proprietaria dell'immobile. 